# Трофимов, Игорь Сергеевич
Игорь Сергеевич Трофимов (1930—1994) — советский военачальник,  генерал-лейтенант авиации. Командующий 5-й воздушной армии (1974—1977).

## Биография
Родился 11 декабря 1930 года в городе Серпухове Московской области в семье военнослужащего.
С 1949 по 1952 год обучался в  Борисоглебском военном авиационном училище лётчиков, которое окончил с отличием. 
С 1952 года служил на различных командных должностях в частях Военно-воздушных сил СССР, в том числе в качестве командира авиационного звена, авиационной эскадрильи и отдельной авиационной эскадрильи, заместителя командира и командира истребительного авиационного полка. С 1957 по 1960 год обучался на заочном отделении командного факультета Военно-воздушной Краснознамённой академии. 
С 1962 по 1964 год служил в составе Белорусского военного округа в должностях: заместитель командира и с 1964 по 1968 год — командир  95–й истребительной авиационной дивизии. С 1968 по 1969 год обучался на высших академических курсах при Военно-воздушной академии имени Ю. А. Гагарина. С 1970 по 1972 год служил в составе Группы советских войск в Германии в должности заместителя командующего 16-й воздушной армией по боевой подготовке.
С 1972 по 1974 год обучался в Военной ордена Ленина Краснознамённой ордена Суворова академии Генерального штаба Вооружённых Сил СССР имени К. Е. Ворошилова, которую окончил с золотой медалью. С 1974 по 1977 год служил в составе Одесского военного округа в должности — командующего 5-й воздушной армии. С 1977 по 1980 года —  заместитель командующего Военно-воздушных сил Уральского военного округа.
С 1980 года в отставке. 
Скончался 4 декабря 1994 года в Минске.

## Высшие воинские звания
- Генерал-майор авиации (29.04.1970)
- Генерал-лейтенант авиации (13.02.1976)[4]

## Награды, звания
- два ордена Красного Знамени
- Орден Красной Звезды
- Военный лётчик 1-го класса (1957)[1][2].